# Jerzy Nawrocki (okulista)
Jerzy Nawrocki (ur. 4 lipca 1956 w Łodzi) – polski okulista, chirurg witreoretinalny (szklistkowo-siatkówkowy), profesor nauk medycznych.

## Życiorys
Jest absolwentem XXI Liceum Ogólnokształcącego im. Bolesława Prusa w Łodzi. Dyplom lekarski uzyskał na Akademii Medycznej w Łodzi w 1980. Doktoryzował się w 1985 broniąc pracy pt. Badanie zawartości i rozmieszczenie histaminy w narządzie wzroku. Drugi stopień specjalizacji w zakresie okulistyki uzyskał z wynikiem celującym w 1986. W latach 1984–1989 odbył wielokrotne staże naukowe w klinice okulistycznej Uniwersytetu Ludwika i Maksymiliana w Monachium, którą kierował wówczas prof. Otto-Erich Lund. Był także stażystą naukowym w centrum okulistycznym Uniwersytetu Duke’a w Durham w USA (1987). W ramach stypendium Fundacji Alexandra von Humboldta odbył ponownie staż w klinice okulistycznej Uniwersytetu Ludwika i Maksymiliana w Monachium (1990–1991), gdzie pracował nad problemem stosowania i usuwania oleju sylikonowego w leczeniu powikłanych odwarstwień siatkówki.
Habilitował się w 1993 na podstawie rozprawy Olej sylikonowy w chirurgii szklistkowo-siatkówkowej. Tytuł naukowy profesora nauk medycznych został mu przyznany w 1999.
W okresie 1980–2001 pracował w klinice okulistycznej Uniwersytetu Medycznego w Łodzi (początkowo jako asystent, później jako adiunkt). Następnie był ordynatorem Oddziału Okulistycznego III Szpitala Miejskiego im. dr. K. Jonschera (2001-2014). Od 2001 jest ordynatorem własnej Kliniki Okulistycznej „Jasne Błonia”. W latach 2006–2014 był wykładowcą Szkoły Chirurgii Szklistkowej Europejskiego Towarzystwa Szklistkowo-Siatkówkowego (EVRTS, European Vitreoretinal Training School) w Bremie.
W pracy klinicznej zajmuje się m.in. leczeniem operacyjnym zaćmy i odwarstwienia siatkówki, retinopatią cukrzycową, urazami przedniego i tylnego odcinka oka, wszczepami soczewek wewnątrzgałkowych, diagnostyką OCT, schorzeniami pogranicza szklistkowo-siatkówkowego oraz diagnostyką i leczeniem schorzeń plamki. Jest autorem techniki odwróconego płatka stosowanej w leczeniu otworów w plamce.
Był promotorem 13 ukończonych doktoratów. W latach 2002–2012 był łódzkim konsultantem wojewódzkim w dziedzinie okulistyki.

## Publikacje
Swoje prace publikował w czasopismach krajowych i zagranicznych, m.in. w „Retina”, „American Journal of Ophthalmology”, „Graefe's Archive for Clinical and Experimental Ophthalmology” oraz „Klinice Ocznej”. Jest członkiem rady redakcyjnej czasopisma „Case Reports in Ophthalmology”.

## Członkostwa
Należy do Polskiego Towarzystwa Okulistycznego (w okresie 1997–2001 przewodniczący oddziału łódzkiego PTO) oraz Europejskiego Towarzystwa Szklistkowo-Siatkówkowego (EVRS, European VitreoRetinal Society), którego był członkiem zarządu (2001–2012), a następnie przewodniczącym (2012-2016). Ponadto jest członkiem Amerykańskiej Akademii Okulistyki, Niemieckiego Towarzystwa Okulistycznego (DOG, Deutsche Ophthalmologische Gesellschaft), niemieckiego Towarzystwa Retinologicznego (Retinologische Gesellschaft), Niemieckojęzycznego Towarzystwa Implantacji Soczewek Wewnątrzgałkowych oraz Chirurgii Interwencyjnej i Refrakcyjnej (Deutschsprachige Gesellschaft für Intraokularlinsen-Implantation, interventionelle und refraktive Chirurgie, DGII), Europejskiego Towarzystwa Chirurgów Zaćmy i Chirurgów Refrakcyjnych (European Society of Cataract and Refractive Surgeons, ESCRS) oraz The Vitreous Society.

## Odznaczenia i wyróżnienia
Odznaczony Krzyżem Kawalerskim Orderu Odrodzenia Polski (2005). W ramach American Society of Retina Specialists otrzymał: Honor Award (2003), Senior Honor Award (2006) oraz dziewięciokrotnie Rhett Buckler Award (2003–2017). Podczas spotkań European VitreoRetinal Society wyróżniany był siedmiokrotnie (2004–2017). Ponadto otrzymał m.in. czterokrotnie (2006–2012) Best of Show Award przyznawaną przez Amerykańską Akademię Okulistyki (American Academy of Ophthalmology). W 2017 został umieszczony w Retina Hall of Fame. W 2019 otrzymał nagrodę Amerykańskiego Towarzystwa Szklistkowo-Siatkówkowego (ASRS), nazywaną w środowisku medycznym „okulistycznym Oskarem”.